# Цивелекидис, Иоаннис
Иоаннис (Яннис) Цивелекидис (греч. Γιάννης Τσιβελεκίδης; 4 июня 1999, Афины) — греческий футболист, центральный защитник.

## Биография
Начал заниматься футболом в 7-летнем возрасте в афинском клубе «Атромитос», но почти сразу перешёл в АЕК, где занимался более 10 лет. В 2016—2019 годах сыграл 61 матч и забил один гол в молодёжном чемпионате Греции. В сезоне 2018/19 провёл 6 матчей за команду 19-летних в юношеской Лиге чемпионов. За основной состав АЕКа не сыграл ни разу. Осенью 2019 года был отдан в аренду в клуб четвёртого дивизиона Греции «Каламата», за полсезона сыграл 5 матчей в чемпионате и 3 игры в Кубке Греции.
В начале 2020 года перешёл в клуб второго дивизиона Словении «Фужинар». В сезоне 2019/20 сыграл один матч, затем чемпионат был приостановлен из-за пандемии Ковид. В осенней части сезона 2020/21 провёл 12 матчей.
В начале 2021 года перешёл в эстонский клуб «Нымме Калью» (Таллин). Дебютный матч в высшей лиге Эстонии сыграл 18 апреля 2021 года против «Вапруса», заменив на 65-й минуте Владислава Веремеева. Вскоре стал игроком стартового состава клуба, а по состоянию на 2022 год — капитаном команды. Финалист Кубка Эстонии 2021/22.